# 奥村航
奥村 航（おくむら わたる、1990年9月20日 - ）は、日本の男子バレーボール選手。

## 来歴
栃木県佐野市出身。足利工大付属高校から日本大学、東京ヴェルディ、つくばユナイテッドSun GAIA、FC東京を経てつくばへ復帰。
2020年につくばを退団。2023年にクラブチームの東京スリジエに加入している。
2024年4月、レーヴィス栃木に入団した。

## 所属チーム
- 足利工大付属高校
- 日本大学
- 東京ヴェルディ（2012-2013年）
- つくばユナイテッドSun GAIA（2013-2015年）
- FC東京（2015-2017年）
- つくばユナイテッドSun GAIA（2017-2020年）
- 東京スリジエ（2023-2024年）
- レーヴィス栃木（2024年-）

## 受賞歴
- 2015年 - 2014/15 V・チャレンジリーグ スパイク賞